# Szeged Sportjáért díj
A Szeged Sportjáért Díjat 2003-ban alapította Szeged Megyei Jogú Város Önkormányzata. Azoknak az edzőknek, oktatóknak, szakoktatóknak, menedzsereknek és sportvezetőknek adományozható, akik országos és nemzetközi versenyekre készítettek fel kiemelkedő sportolókat. A kitüntetések átadása minden évben Szeged napja alkalmából, május 21-én történik.

## Kitüntetettek
2003
- Benkő Gyula birkózás-mesteredző
- Kovács Iván nyugalmazott főiskolai tanár
- Ördögh István súlyemelésedző

2004
- Ribizsár Gyula röplabdaedző, játékvezető
- Dr. Tóth Imre, a Csongrád Megyei Tájékozódási Futó Szövetség elnöke
- Wolford László, a Samsung utcai futóverseny főszervezője

2005
- Dr. Bali Mihály, a Sportmúzeum létrehozója
- Dobozi Iván kézilabda technikai vezető
- Török György labdarúgás utánpótlás-nevelő edző

2006
- Kása Ferenc kenuedző
- Süli József újságíró, Délmagyarország sportrovat
- Váradi Márton kajakedző

2007
- Kaszás Zoltán tekeedző
- Lihotzky Károly vízilabdaedző
- Pióker Sándor kézilabdagyúró

2008
- Ducsai Géza testnevelő és edző, A Radnóti Miklós Kísérleti Gimnázium tanára, a szegedi női röplabda utánpótlás bázisának megteremtője. Versenyzőként és edzőként 2003-ban megalapította Ducsai Erőemelő Oskolát.
- Kecskés Tibor a Tigers Kickbox Szabadidő és Sportegyesület edzője, kickboksz sportoktató.
- Dr. Molnár Imre, a Szegedi Lelkesedés Sportkör vezetője, aki az 1950-től, sportolóként és sportvezetőként egyaránt sokat tett Szeged sportjáért, s hosszú évek óta segíti az utánpótlás-nevelést.

2009
- Nagy Attila edző, a T-Max-SZUE elnöke
- Körtvélyessy Péter vállalkozó, a Szeged Beton vízilabdacsapatának elnöke
- Petrovics Kálmán edző, a Démász-Szeged VE igazgatója

2010
- Horváth András sportvezető
- Dr. Markovics Endréné nyugalmazott testnevelő, edző
- Szalai István edző

2011
- Bánáti Antal, a Városi Sportigazgatóság, illetve a Szegedi Sport és Fürdők Kft. korábbi vezetője
- Pusztai Lajos, a kiskundorozsmai női kézilabdások első embere, aki korábban egyebek mellett a női tekésekkel is maradandót alkotott
- Wirth István testnevelő, a legendás Radnóti-hétfők főszervezője, a Szedeák kosárlabdázóinak sikeres utánpótlásedzője, valamikori NB I-es kosaras

2012
- Ottlik Sándor labdarúgás utánpótlás-nevelő edző
- Savanya Ferenc, az SZVSE birkózóedzője
- Tóth József sportvezető

2013
- Kovács László kajakedző
- Dr. Miskolczi József labdarúgóedző
- Dr. Palásthy Pál nyugalmazott testnevelő

2014
- Boros-Gyevi László kézilabdaedző
- Debreczeny Dénes, a Fit World SE HungaroSun Gorillák RC csapatvezetője, a Magyar Rögbi Szövetség elnökségi tagja, a magyar U18-as és U20-as válogatott szakvezetője
- Gellért Ákos vállalkozó

2015
- Kalocsa László, a Tisza Volán Szegedi vízmű férfi jégkorongcsapatának edzője
- Karsai Ferenc, a Szegedi TE férfi tekecsapatának edzője
- Vécsi Viktor, az EDF Démász-Szeged kenuedzője

2025
- Fürdök Gábor, a Szegedi Vízisport Egyesület kenuszakedzője
- Kiss Gábor, nyugalmazott egyetemi docens